# Бурка, Петра
Петра Бурка (англ. Petra Burka; 17 ноября 1946, Амстердам, Нидерланды) — канадская фигуристка, выступавшая в женском одиночном катании, бронзовый призёр Олимпийских игр 1964 года. В настоящее время работает тренером. Петра Бурка считается первой женщиной, исполнившей на международных соревнованиях тройной прыжок — сальхов на чемпионате Канады 1965 года..
В 2012 году включена в Международный еврейский спортивный зал славы

## Биография
Петра Бурка родилась в Амстердаме (Нидерланды). В 1951 году она с матерью, фигуристкой Эллен Бурка, переехала в Канаду. Петра тренировалась у своей матери. Обладая атлетическим строением тела, спортсменка с лёгкостью исполняла сложные прыжки — двойной аксель, даже тройной лутц (на тренировках), но получала низкие баллы за обязательные фигуры.
В 1961 году она стала чемпионкой Канады по фигурному катанию среди юниоров, а между 1964—1966 завоёвывала золото во «взрослой» категории. В 1965 году Бурка одержала победу на чемпионате мира, став первой канадской победительницей этого соревнования с 1947 года. Она представляла Канаду на Олимпийских играх 1964 года, где поднялась на третью ступень пьедестала. Кроме того, Бурка ещё дважды была бронзовым призёром чемпионатов мира.
В 1964 году её назвали Лучшим спортсменом Канады с вручением кубка. Она в 1964 и 1965 годах была лучшей женщиной-спортсменкой Канады. В 1965 году её ввели в Зал славы спорта Канады.
После окончания спортивной карьеры фигуристка занялась тренерской работой, а также комментировала соревнования на телеканалах «Си-би-си» и «Си-би-эс».

## Достижения
| Соревнование                   | 1962 | 1963 | 1964 | 1965 | 1966 |
| ------------------------------ | ---- | ---- | ---- | ---- | ---- |
| Зимние Олимпийские игры        |      |      | 3    |      |      |
| Чемпионаты мира                | 4    | 5    | 3    | 1    | 3    |
| Северо-американские чемпионаты |      | 2    |      | 1    |      |
| Чемпионаты Канады              | 2    | 2    | 1    | 1    | 1    |